# Maria Ullfah Santoso

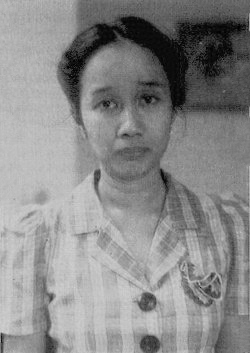
Maria Ullfah (1947)

Maria Ullfah Santoso (Serang, 18 augustus 1911 - Jakarta, 15 april 1988), na haar tweede huwelijk bekend als Maria Ullfah Soebadio Sastrosatomo, was een Indonesische activiste voor vrouwenrechten en onafhankelijkheid, politicus en hoge ambtenaar. Zij was vanaf haar studententijd in Nederland actief betrokken bij de nationalistische beweging en werd in 1946 het eerste vrouwelijke lid van een Indonesische regering. Gedurende haar leven zette ze zich met name in voor hervorming van het huwelijksrecht en verbetering van de positie van vrouwen. Zij was voorzitter van de grootste Indonesische vrouwenorganisatie en lid van de Indonesische Raad van State.

## Jeugd en opvoeding
Ullfah werd geboren en groeide op in het toenmalige Nederlands-Indië. Zij was de dochter van Mohammed Achmad en Chadidjah Djajadiningrat; haar vader was regent in Kuningan.  Zij woonde als kind in bij een Nederlandse familie in Batavia (het latere Jakarta) om in die stad naar school te kunnen gaan. Zij werd al jong geconfronteerd met de achtergestelde positie van vrouwen en raakte geïnteresseerd in vrouwenrechten. Hoewel haar familie druk op haar uitoefende om arts te worden, besloot ze rechten te gaan studeren. Tijdens haar verblijf in Nederland raakte ze betrokken bij de Indonesische nationalistische beweging en leerde de nationalistische studentenleiders Mohammad Hatta en Soetan Sjahrir kennen, die op dat moment ook in Nederland woonden. Ze studeerde in 1933 af aan de Universiteit van Leiden en was de eerste Indonesische vrouw die de titel meester in de rechten behaalde.

## Onafhankelijkheidsstrijd
In 1934 keerde Ullfah terug naar Batavia en werd docent aan een onderwijzersopleiding van de islamitische maatschappelijke organisatie Muhammadiyah; zij weigerde een baan bij de Nederlandse koloniale overheid. Ze bleef actief in de nationalistische beweging en hielp Adam Malik het persbureau ANTARA op te richten.  Zij werd lid en later voorzitter van de vrouwenbeweging Isteri Indonesia (de Indonesische vrouw).  In februari 1938 trouwde ze met R. Santoso Wirodihardjo, een bekende nationalist. Datzelfde jaar leidde ze een congres over hervormingen in het huwelijk die de rechten van vrouwen beter zouden beschermen.

## Ministerschap

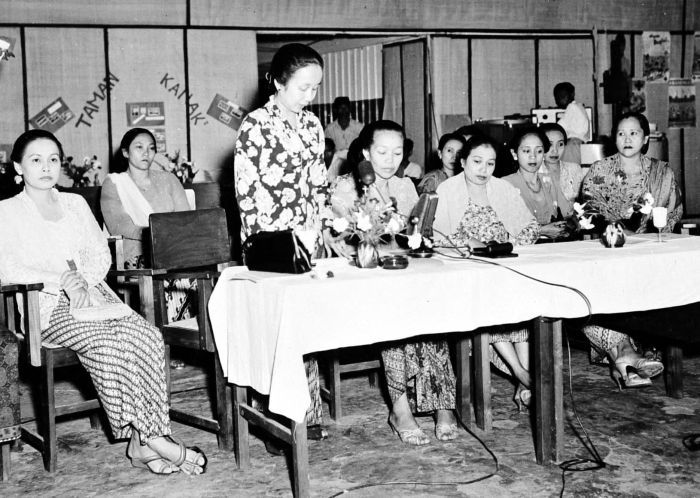
Maria Ullfah voert het woord tijdens een congres van de vrouwenorganisatie KOWANI in 1950

Nadat de Japanners in 1942 Indonesië hadden bezet  werd Ullfah juridisch assistent van Soepomo, later de eerste minister van justitie van Indonesië. In 1945 werd ze lid van het Onderzoekscomité ter voorbereiding op de Indonesische onafhankelijkheid. Op 12 maart 1946 werd ze gekozen als minister van sociale zaken in het kabinet-Sjahrir II, waar ze onder andere de terugkeer van geïnterneerden uit de Japanse interneringskampen op Java organiseerde. Deze ministerspost had ze ook in het derde kabinet Sjahrir; toen dit op 26 juni 1947 werd ontbonden zag Ullfah af van een nieuwe termijn als minister. Ze werd hoofd van het secretariaat (stafchef) van premier Amir Sjarifoeddin en had deze positie ook in het kabinet-Hatta I.
Haar man werd op 19 december 1948 tijdens Operatie Kraai, de tweede politionele actie, met enkele andere burgers zonder vorm van proces door een Nederlandse militair doodgeschoten op het vliegveld van Yogyakarta.

## Latere leven
Van 1950 tot 1961 was Ullfah voorzitster van het Kongres Wanita Indonesia (Kowani), de grootste Indonesische vrouwenorganisatie. Ze bekleedde leidinggevende posities in het kabinet van de president, en was van 1968 tot 1973 lid van de Dewan Pertimbangan Agung, de Indonesische Raad van State.
Ze hertrouwde  op 10 januari 1964 met Soebadio Sastrosatomo. Haar man was actief was binnen de Socialistische Partij van Indonesië (Partai Sosialis Indonesia) en werd enkele keren gevangengezet wegens zijn politieke activiteiten. Samen ondernamen zij de hadj (de pelgrimstocht naar Mekka).
Ze overleed in 1988 en werd begraven op de Heldenbegraafplaats in Kalibata, een erebegraafplaats voor veteranen van de onafhankelijkheidsstrijd.